# Бернгард Ріман
Георг Фрідріх Бернгард Ріман (нім. Georg-Friedrich-Bernhard Riemann, 17 вересня 1826, Брезеленц, Ганновер — 20 липня 1866, Селаска, Італія) — німецький математик, механік і фізик.

## Біографія
Народився в сім'ї бідного пастора, він був другим з шести дітей. Зміг відвідувати школу лише з 14 років. Мати Рімана, Шарлотта Ебелл, померла від туберкульозу, коли він ще вчився в школі; від цієї ж хвороби померли дві його сестри (і, згодом, помре він сам).
Нахили до математики виявлялися у молодого Рімана ще в дитинстві, але поступаючись бажанню батька, в 1846 році він вступив до Геттінгенського університету для вивчення філології та богослов'я. Однак тут він слухає лекції К. Ф. Гаусса і приймає остаточне рішення стати математиком.
У 1847 р. Ріман переходить в Берлінський університет, де слухає лекції Діріхле, Якобі і Штейнера. У 1849 році він повертається в Геттінген, де знайомиться з Вільгельмом Вебером, який стає його вчителем і близьким другом; роком пізніше набуває ще одного друга — Ріхарда Дедекінда.
У 1851 році Ріман захищає дисертацію «Основи теорії функцій комплексної змінної», де вперше було введено поняття, пізніше здобуло популярність як «ріманова поверхня». У 1854—1866 роках він працює в Геттінгенському університеті.
Щоб претендувати на посаду екстраординарного професора, Ріман за статутом мав виступити перед професорським складом. Восени 1853 року Ріман читає в присутності Гаусса історичну доповідь «Про гіпотези, що лежать в основі геометрії», з якого веде свій початок «ріманова геометрія». Однак, доповідь не допомогла — Рімана не затвердили.
Однак текст виступу був опублікований (хоча і з великим запізненням — в 1868), і це стало епохальною подією для геометрії. Все ж Ріман був прийнятий приват-доцентом Геттінгенського університету, де читає курс абелевих функцій.
У 1857 році Ріман опублікував класичні праці з теорії абелевих функцій і аналітичної теорії диференціальних рівнянь і був переведений на посаду екстраординарного професора Геттінгенського університету.
1859 рік: після смерті Діріхле, Ріман — ординарний професор Геттінгенського університету. Читає лекції з математичної фізики (видані посмертно його учнями). Разом з Дедекіндом здійснює поїздку в Берлінський університет, де спілкується з Вейерштрасом, Куммером, Кронекером. Після читання там знаменитої роботи «Про число простих чисел, що не перевищують заданої величини» обраний членом Берлінської академії наук. Став членом Геттінгенської академії наук. Ця робота досліджувала розподіл простих чисел і властивості дзета функції.
1862 рік: Одружився з Ельзою Кох, подругою покійної сестри. У них народилася дочка Іда. Незабаром після одруження Ріман застудився і серйозно захворів.

1866 рік: Ріман помер в Італії від туберкульозу у віці неповних 40 років. Дедекинд, зі слів дружини, так описав його смерть:
«За день до своєї смерті він лежав під інжирним деревом, його переповнювала радість від прекрасного пейзажу, він працював над своєю останньою книгою, яка, на жаль, залишилася незакінченою. Смерть прийшла тихо, без напруги або агонії; здавалося, ніби він з цікавістю стежив, як душа розлучалася з його тілом; його дружині довелося дати йому хліб і вино, він попросив її передати його любов домашнім, сказавши: „Поцілуй наше дитя“. Вона читала разом з ним молитву Господню, він не міг більше говорити; зі словами „І прости нам провини наші“ він благочестиво підняв очі, вона відчула, як його рука холоне в її руці, і ще через кілька зітхань, його чисте, благородне серце перестало битися.»
 Посмертна збірка праць Рімана, підготовлена Дедекіндом, містила всього один том. Могила Рімана в Італії була закинута і пізніше знищена при переплануванні кладовища, але надгробна плита вціліла і в наші дні встановлена біля стіни цвинтаря.

## Наукова діяльність
Дослідження Рімана відносяться до теорії функцій комплексного змінного, теорії чисел, геометрії, математичної і теоретичної фізики, теорії диференціальних рівнянь. Слідом за Коші, Ріман розглянув формалізацію поняття інтеграла і ввів своє визначення — інтеграл Рімана.

## Роботи з математики
У знаменитій доповіді «Про гіпотези, що лежать в основі геометрії» (нім. Über die Hypothesen, welche der Geometrie zu Grunde Liegen)Ріман визначив загальне поняття n-вимірного многовиду і його метрику у вигляді довільної додатноозначеної квадратичної форми. Далі Ріман узагальнив гауссову теорію поверхонь на багатовимірний випадок; при цьому був вперше введений тензор кривини і інші поняття ріманової геометрії. Існування метрики, за Ріманом, пояснюється або дискретністю простору, або якимись фізичними силами зв'язку — тут він передбачив загальну теорію відносності. Альберт Ейнштейн писав: «Ріман першим поширив ланцюг міркувань Гаусса на континууми довільного числа вимірів, він передбачав фізичне значення цього узагальнення евклідової геометрії».
Ріман також висловив припущення, що геометрія в мікросвіті може відрізнятися від тривимірної евклідової:
«Емпіричні поняття, на яких ґрунтується встановлення просторових метричних відносин, — поняття твердого тіла і світлового променя, мабуть, втрачають будь-яку визначеність в нескінченно малому. Тому цілком імовірно, що метричні відносини
простору в нескінченно малому не відповідають геометричним допущенням; ми дійсно повинні були б прийняти це положення, якби з його допомогою більш просто були пояснені спостережувані явища.»

## Терміни, пов'язані із іменем Рімана
- Ріманова геометрія
- Ріманова поверхня
- Інтеграл Рімана
- Дзета-функція Рімана
- Гіпотеза Рімана
- Список об'єктів, названих на честь Бернгарда Рімана